# Chamaesaracha
Chamaesaracha és un gènere de plantes en la família de les solanàcies (Solanaceae) distribuït per Mèxic i Centreamèrica.

## Taxonomia
El gènere conté les següents espècies:
- Chamaesaracha cernua
- Chamaesaracha coniodes
- Chamaesaracha coronopus
- Chamaesaracha crenata
- Chamaesaracha darcyi
- Chamaesaracha edwardsiana
- Chamaesaracha pallida
- Chamaesaracha rzedowskiana
- Chamaesaracha sordida
- Chamaesaracha villosa
- Chamaesaracha viscosa